# ذئب البراري (رواية)
ذئب البوادي أو ذئب البراري وأحياناً تترجم ذئب السهوب (بالألمانية: Der Steppenwolf) رواية سيرة ذاتية من تأليف الألماني هرمان هيسه، وهي العاشرة من تأليفه، نُشرت للمرة الأولى في عام 1927. حققت الرواية نجاحاً شعبياً بعد صدورها، واشتهرت ولاقت نجاحاً عالمياً في فترة السبعينيات. ترجمها الى العربية النابغة الهاشمي عن دار ابن رشد للطباعة والنشر سنة 1983. وترجمها أيضا أسامة منزلجي عن دار مسكيليانلي للنشر والتوزيع، سنة 2016. وأعيدت طبعتها عن دار همنغواي للنشر والتوزيع سنة 2023. تدور أحداثها حول شخص يعيش عالقاً بين الفن وطبيعة مجتمعه البرجوازي، الرواية تتسم بالتعقيد ويجمع هيسه فيها عناصر من سيرته الذاتية ومن علم النفس، حيث تصاب الشخصية الرئيسية بانفصام الشخصية، وجزء كبير من الرواية يعكس الأزمة الروحية التي أصابت هيسه في. كتبت الرواية في فترة ما بين الحربين العالميتين في مناخ عالمي يطغى عليه القلق والخوف والترقب، إنها وثيقة تاريحية في قالب إبداعي، كما جاء في تقديم الرواية على لسان أسامة منزلجي

## نبذة
هي رواية تحمل رسالة أساسية: يجب أن نواصل اكتشاف أنفسنا، إن لم نفعل فحياتنا موت على قيد الحياة. فالرواية تتوزع بين حياة ذئب وحياة إنسان، وهما حياتان لهما علاقة بسيرته الذاتية التي تعقدت بعد فقدانه لوظيفته وزوجته فأصبح معزولا يعيش وحشية الذئب من جهة، وحياة الإنسان الذي يبحث عن الثقافة والحب. تعد الرواية نقلة نوعية في كتابات هيسا، انشق فيها عن نهجه الرومانسي السابق، وغاص في باطن الذات حيث تكمن الرغبات والوحشية الدفينة التي عادة ما يغلفها المرء بقناع من الزيف، وبذلك فقد خلق هيسا صدمة لقرائه المسالمين بهذا التعقيد واشترط قارئا ذئبا يستطيع أن يكشر عن أنيابه جتى يتمثل فهم شخصية هاري هالر بطل الرواية.

قال عنها محمد الهادي الجزيري من تقديمه للرواية: "اعتقد ان من اسباب صمود هذه الرواية في وجه الزمن ومحافظتها على توهجها، هو نجاحها في سبر أغول  النفس البشرية في المطلق والتوغل في ذات المثقف بصرف النظر عن زمانه ومكانه".       
كان في داخلي أكثر من ذئب وإنسان؛ كان في داخلي عدد لا يُحصى من النفوس، مئات، آلاف منها، متفرقة، ولكنها جميعاً تشكل كياني.
يقول الكاتب عن ذئب البراري: يبدو لي من بين كتبي كلها، الكتاب الاكثر تعرضا لسوء الفهم وبعنف أشد من اي كتاب اخر.
ويقول ايضا سيسعدتي اذا ادرك كثير من القراء أن رواية  ذئب البراري هي بالأساس رواية أزمة ومرض. ولكنها ليست رواية تؤدي الى الموت والدمار، بل على العكس إلى الشفاء

## الشخصيات

### هرمينه: هي شحصية مرحة مندمحة مع واقع القبول بالحياة كما هي، تقود هاري إلى عالمها وتحل داخل نفسه المنطوية.
بابلو: شخصية هادئة تحترف الموسيقى، في البداية رآه هاري تافها وسطحيا لكنه سيكتشف بأنه عميق وعملي، سيفتح بابًا لهاري ليعيش أبعادًا غير مكتشفة من ذاته.

## الأسلوب
استعمل هيسا في سرده  المزاوجة بين تقنية المخطوط التي تركها هاري حلفه بعد مغادرة المسكن وتقنية الاسترجاع لما كونه عنه السارد من ذكريات وتعاملات

## وصلات خارجية
- ذئب البوادي على موقع الموسوعة البريطانية (الإنجليزية)
- ذئب البوادي، على مكتبة جامعة هارفارد.
- ذئب البوادي، على الفهرس العالمي.
- ذئب البوادي، على كتب جوجل.
- ذئب البوادي، على جود ريدز.
- ذئب البوادي، على موقع أمازون.